# Petra Lammert
Petra Lammert (Freudenstadt, 3 de marzo de 1984) es una deportista alemana que compitió en atletismo (lanzamiento de peso) y bobsleigh (modalidad doble).
Ganó una medalla de bronce en el Campeonato Europeo de Atletismo de 2006 y una medalla de oro en el Campeonato Europeo de Atletismo en Pista Cubierta de 2009.
Además, obtuvo una medalla de plata en el Campeonato Mundial de Bobsleigh de 2012 y una medalla de plata en el Campeonato Europeo de Bobsleigh de 2012.

## Palmarés internacional
| Campeonato Europeo                   | Campeonato Europeo  | Campeonato Europeo | Campeonato Europeo |
| Año                                  | Lugar               | Medalla            | Prueba             |
| ------------------------------------ | ------------------- | ------------------ | ------------------ |
| 2006                                 | Gotemburgo (Suecia) | Medalla de bronce  | Peso               |
| Campeonato Europeo en Pista Cubierta |                     |                    |                    |
| Año                                  | Lugar               | Medalla            | Prueba             |
| 2009                                 | Turín (Italia)      | Medalla de oro     | Peso               |

| Campeonato Mundial | Campeonato Mundial           | Campeonato Mundial | Campeonato Mundial |
| Año                | Lugar                        | Medalla            | Prueba             |
| ------------------ | ---------------------------- | ------------------ | ------------------ |
| 2012               | Lake Placid (Estados Unidos) | Medalla de plata   | Doble              |
| Campeonato Europeo |                              |                    |                    |
| Año                | Lugar                        | Medalla            | Prueba             |
| 2012               | Altenberg (Alemania)         | Medalla de plata   | Doble              |